# Павловка (Гафурийский район)
Павловка (баш. Павловка) — деревня в Гафурийском районе Республики Башкортостан Российской Федерации. Входит в состав Табынского сельсовета. 

## География

### Географическое положение
Расстояние до:
- районного центра (Красноусольский): 20 км,
- центра сельсовета (Табынское): 4 км,
- ближайшей ж/д станции (Белое Озеро): 38 км.

## Население
| 2002 | 2009 | 2010 |
| ---- | ---- | ---- |
| 71   | ↘69  | ↘57  |

Согласно переписи 2002 года, преобладающие национальности — русские (46 %), татары (27 %).